# War Memorial Stadium (Arkansas)
War Memorial Stadium é um estádio multiuso em Little Rock, Arkansas . O estádio é usado principalmente para futebol americano e é a casa do Catholic High School Rockets,  do Parkview Magnet High School Patriots, e o estádio secundário da University of Arkansas Razorbacks .
O Little Rock Rangers, equipe que disputa a National Premier Soccer League, manda seus jogos no estádio, que tem capacidade para 54 120 espectadores.